# ساندرو سيلفا
ساندرو رودي سيلفا (بالبرتغالية: Sandro Silva‏) لاعب كرة قدم برازيلي. من مواليد 29 سبتمبر 1984.
يلعب مع نادي كاظمة منذ أغسطس 2009، وقد سجل هدف في مباراة فريقه في 1 ديسمبر 2009 أمام نادي التضامن في الدوري الكويتي 2009/2010.

## روابط خارجية
- ساندرو سيلفا على موقع قاعدة بيانات كرة القدم.إي يو (الإنجليزية)
- ساندرو سيلفا على موقع Soccerway.com (الإنجليزية)